# Ямпольський Валерій Олександрович
Валерій Олександрович Ямпольський (нар. 14 червня 1946, м. Харків) — радянський, український фізик-теоретик, головний науковий співробітник Інституту радіофізики та електроніки імені О. Я. Усикова НАН України, професор кафедри теоретичної фізики Харківського університету; доктор фізико-математичних наук, професор, член-кореспондент HAH України.

## Біографія
У 1967 р. закінчив фізичний факультет ХДУ ім. А. М. Горького. У 1978 р. захистив кандидатську дисертацію «До теорії високочастотних явищ в металах в нормальному і надпровідному станах», а у 1988 р. — докторську дисертацію «Нелінійні електродинамічні явища в металах». У 1968–1969 рр. працює в ДонФТІ АН УРСР на посаді молодшого наукового співробітника. З 1969 р. працює в ІРЕ АН УРСР аспірантом, молодшим науковим співробітником, старшим науковим співробітником, провідним науковим співробітником і зав. відділу теоретичної фізики. З 1993 р. — професор кафедри теоретичної фізики ХНУ імені В. Н. Каразіна (за сумісництвом). Член наукової ради ІРЕ HAH України, спеціалізованої вченої ради при ФТІНТ HAH України, член редколегій журналів «Фізика низьких температур» та «Радіофізика та електроніка». Отримував гранти Сороса (1994–1996 рр., 1998 р.) і гранти INTAS (1998–2000 рр., 2002–2004 рр.). Опублікував понад 400 наукових робіт, у т. ч. 2 монографії, понад 200 статей. Має індекс Гірша h=21. Підготував 9 кандидатів наук. Науковий напрямок — фізика твердого тіла. Читає курси: Квантова механіка.

## Наукова діяльність
В.О. Ямпольський передбачив і теоретично дослідив велику кількість нелінійних явищ: у металах — генерацію струмових станів; у жорстких надпровідниках — колапс транспортного струму під дією зовнішнього змінного магнітного поля, ефект стимульованої прозорості надпровідникових пластин, стрибки електричного поля на поверхні зразка та ін. Побудував нелокальну теорію критичного стану надпровідників, з’ясував механізм макротурбулентної нестійкості фронту перемагнічування в анізотропних жорстких надпровідниках. Він довів, що казимирівське притягання плівок залежить від індивідуальних властивостей металевого зразка, передбачив немонотонну температурну залежність сили Казимира у металевих плівках, можливість поширення поверхневих радіохвиль на межах шаруватих надпровідників, а також низку незвичайних нелінійних явищ у поширенні джозефсон-плазмових радіохвиль у терагерцовому діапазоні частот. При дослідженні графенів передбачив існування електронних станів, локалізованих у межах потенційних бар’єрів, та квантові осциляції густини цих станів.

## Нагороди
- Державна премія України в галузі науки і техніки 2013 року — за цикл наукових праць «Нелінійні хвилі та солітони у фізиці конденсованого середовища» (у складі колективу)[6]. Нагрудний знак «За наукові досягнення» (НАН України). Нагрудний знак «За підготовку наукової зміни». Пам'ятна відзнака на честь 100-річчя Національної академії наук України[1].

## Основні наукові публікації
- Макаров Н. М. & Ямпольский В. А. Нелинейная электродинамика металлов при низких температурах // ФНТ. — 1991. — Вип. 17. — № 5. — С. 547–618.
- Fisher L. M., Kalinov A. V., Savel'ev S. E., Voloshin I. F., Yampol'skii V. A., LeBlanc M. A. R., Hirscher S. Collapse of the magnetic moment in a hard superconductor under the action of a transverse ac magnetic field // Physica C: Superconductivity. — 1997. — Вип. 278. — № 3–4. — С. 169–179.
- Hydrodynamic instability of the flux-antiflux interface in type-ll superconductors / Yampol'skii V.A. et al. // Phys. Rev. Lett. — 2001. — V. 87. — P. 247005 (1-4).
- Binary N-step Markov chains and long-range correlated systems / Yampol'skii V. A., Usatenko O. V. // Phys. Rev. Lett. — 2003. — V. 90, P. 110601 (1-4).
- Surface Josephson Plasma Waves in Layered Superconductors / Sergey Savel’ev, Valery Yampol’skii, and Franco Nori // Phys. Rev. Lett. 2005. — V. 95, P. 187002
- Analogues of nonlinear optics using terahertz Josephson plasma waves in layered superconductors / Yampol'skii V. A. et al. // Nature Physics. — 2006. — V. 2, P. 521.
- Left-Handed Interfaces for Electromagnetic Surface Waves / A. V. Kats, Sergey Savel’ev, V. A. Yampol’skii, and Franco Nori // Phys. Rev. Lett. — 2007. — V. 98, P. 073901.
- Terahertz Josephson plasma waves in layered superconductors: spectrum, generation, nonlinear and quantum phenomena / Yampol'skii V. A. et al. // Rep. Prog. Phys. — 2010. — V. 73, P. 026501.
- Layered superconductors as negative-refractive-index metamaterials // Phys. Rev. B. — 2010. — V. 81, P. 075101.
- Lamb-Dicke spectroscopy of atoms in a hollow-core photonic crystal fibre / Shoichi Okaba, Tetsushi Takano, Fetah Benabid, Tom Bradley, Luca Vincetti, Zakhar Maizelis, Valery Yampol'skii, Franco Nori & Hidetoshi Kator // Nature Communications. — 2014. — volume 5, Article number: 4096.